# Ventriloquo

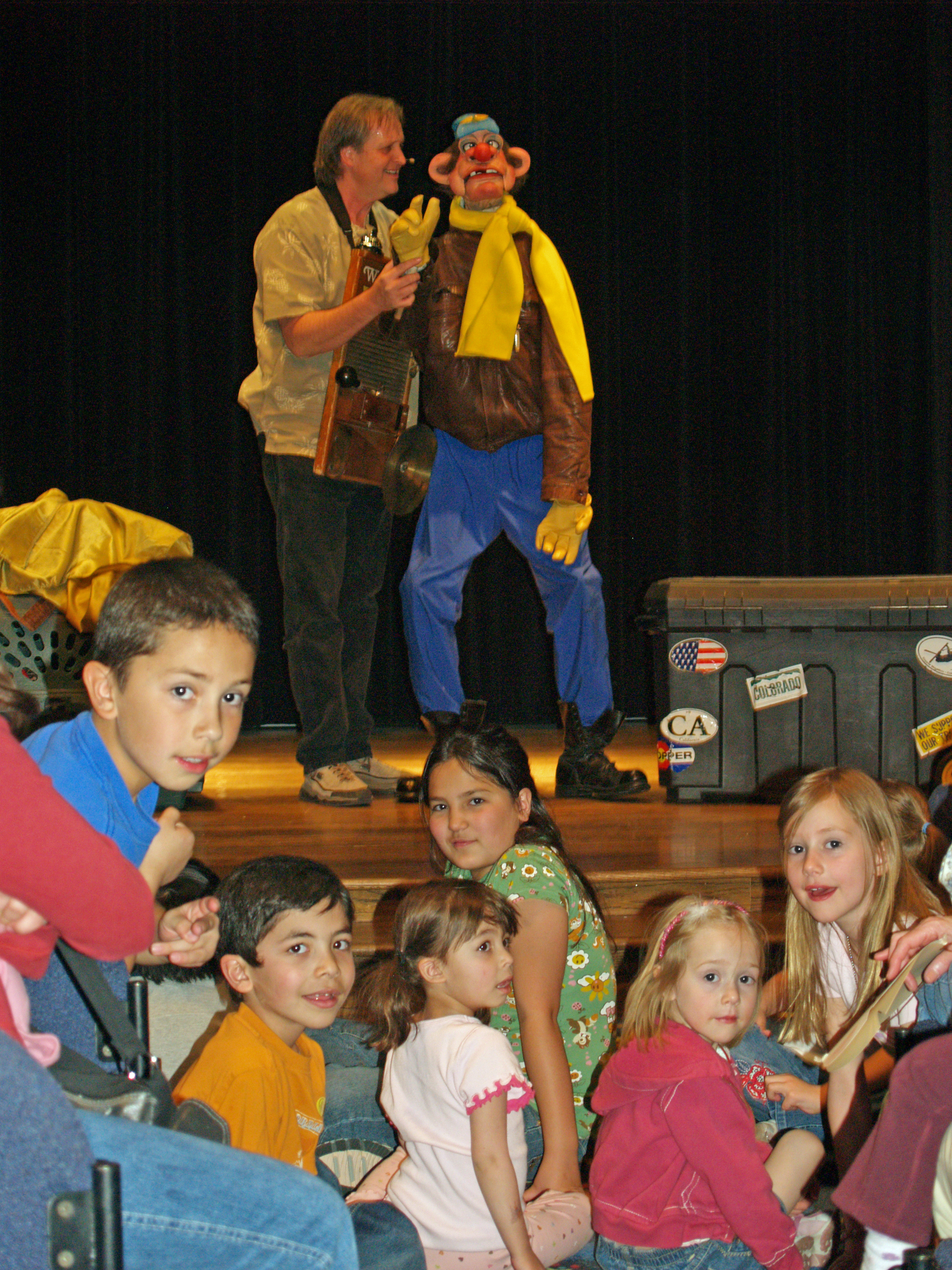
Uno spettacolo di ventriloquia per bambini al Children's museum di Pueblo (Colorado)

Il ventriloquo è una persona in grado di parlare senza muovere i muscoli facciali, creando l'illusione nello spettatore che la propria voce provenga da altrove rispetto al proprio cavo orale.

## Caratteristiche
L'arte del ventriloquo (detta il ventrilòquio, o la ventriloquìa) è stata spesso erroneamente associata all'arte di parlare con il diaframma. Il ventriloquio è però un'illusione: l'artista sostituisce tutte quelle consonanti (dentali, bilabiali, eccetera) che non possono essere pronunciate senza un evidente movimento facciale con suoni simili che non richiedono alcun movimento della bocca. Utilizzando un pupazzo con bocca mobile, il ventriloquo contribuisce a distogliere l'attenzione dal suo viso, dando l'impressione che sia il pupazzo a parlare. Tecnicamente si dice “ventriloquo” perché si usa la voce “laringea” che può essere usata solo con l’uso del diaframma, infatti se si articola la parola “in bocca” come nell’atto di parlare normalmente, il diaframma lavora in maniera minima, senza sforzo. Se invece sforziamo il diaframma senza muovere le labbra, ciò che produrrà il suono sarà la sola laringe. Questa tecnica si usa per fare i vocalizzi per cantare la lirica, in quanto il rafforzamento del suono laringeo che risuonerà nei risonatori pettorali e della testa, produrrà la voce lirica cioè amplificata naturalmente senza microfoni. Si dice quindi “ventriloquo” perché in un certo senso si parla in il ventre, ossia l’uso impegnativo del diaframma e addominali che consente di produrre le vocali (meno le consonanti che invece avvengono in una articolazione più alta nel cavo orale e nelle labbra) dando appunto l’illusione che non si parli effettivamente ma che parli qualcun altro vicino a noi.

## Storia
La ventriloquia, attualmente, è solo un'arte dello spettacolo, ma in passato era associata a funzioni e significati rituali, essendo utilizzata, ad esempio, da stregoni e sciamani, quale medium in grado di permettere la rivelazione dalla sfera divina o ultrasensibile, veicolandone il messaggio e permettendo, ad esempio, la divinazione. La tecnica divinatoria basata sulla ventriloquìa si definisce gastromanzia. Le tecniche del ventriloquio si prestavano anche come mezzo truffaldino offerto a praticanti senza scrupoli per ottenerne soldi attraverso l'inganno a danno della credulità dei propri interlocutori.
Tutte queste implicazioni potevano conferire all'arte del ventriloquo un certo rilievo sociale ed economico. Un famoso ventriloquo (engastrimita), nell'antica Grecia, fu Euricle di Atene, praticante della gastromanzia, citato da Platone e Aristofane.
Proprio le implicazioni economiche della sua arte spiegano come egli possa essere giunto al punto di fondare una vera e propria scuola.

## Cultura di massa
Nella cultura di massa, alcuni ventriloqui hanno raggiunto notevole notorietà sfruttando le potenzialità del mezzo televisivo, ad esempio lo spagnolo José Luis Moreno con il pupazzo Rockfeller e l'americano Jeff Dunham.
In Italia tra i ventriloqui più famosi vi sono Pietro Ghislandi e Samuel Barletti. Contrariamente a quanto si potrebbe credere, invece, negli anni '60 e '70 l'attore Raffaele Pisu non agiva come ventriloquo con il popolare pupazzo Provolino, in quanto si limitava ad animare il personaggio, mentre la voce era fuori campo (dapprima di Oreste Lionello e poi di Franco Latini).